# 阿氏副南鰍
阿氏副南鰍（學名：Paraschistura abdolii），為輻鰭魚綱鯉形目條鰍科副南鰍屬的其中一種。分布於亞洲伊朗南部Kol、Sirjan和Hamun-e Jaz Murian西部支流流域，體長可達6.6公分，棲息在河川底中層水域，生活習性不明。

## 扩展阅读
維基物種上的相關：阿氏副南鰍